# Bikfalvy Ferenc
Bikfalvy Ferenc (Szatmár, 1901. május 26. – ?) magyar agrármérnök, mezőgazdasági szakíró.

## Életútja
1936-tól az EGE kirendeltség vezetője, majd központi felügyelője, az Erdélyi Gazda főmunkatársa, 1938-tól a lap megszűntéig a Kedves gazdatestvéreim című havi jegyzet szerzője. 1948-tól egy éven át előadótanárként működött a kolozsvári mezőgazdasági főiskolán, majd nyugdíjazásáig tisztviselő. Szakcikkeit az Erdélyi Gazda, a szatmári Szamos, a budapesti Mezőgazdasági Szemle s a Falvak Dolgozó Népe közölte. Önálló kötete: Termesszünk lucernát (1949).